# General del Ejército (Estados Unidos)

Insignia de General del Ejército

General del Ejército (inglés: General of the Army) es un general con rango de 5 estrellas, siendo además la segunda más alta graduación posible en el Ejército de los Estados Unidos, solo por debajo del General de los Ejércitos (inglés: General of the Armies). Se sitúa immediatamente por encima del rango de General, y es equivalente a los rangos de Almirante de la Flota y a General de la Fuerza Aérea. Este rango está reservado para tiempos de guerra. Recibe el código OTAN OF-11.
Aunque esta versión sigue en vigor hoy en día como un rango más en el escalafón del Ejército, tan solo cinco personas lo han recibido:
- George C. Marshall (16 de diciembre de 1944)
- Douglas MacArthur (18 de diciembre de 1944)
- Dwight D. Eisenhower (20 de diciembre de 1944)
- Henry H. Arnold (21 de diciembre de 1944)
- Omar Bradley (22 de septiembre de 1950)